# 法朵
法朵/法多（葡萄牙語：Fado，意為命運或宿命），或稱葡萄牙怨曲，是一種音樂類型，可追溯至1820年代的葡萄牙，但起源可能更早。在大眾觀念中，法朵的特色是有著悲慟的曲調與歌詞，其通常與海或贫困的人生有關。然而，事實上，法朵僅單單是一種歌曲形式，其可以與任何事物有關，但必須遵守一定的結構。
法朵音樂普遍與葡萄牙文的「Saudade」一詞（可以理解作懷念或渴望某物或某人）有關。有些愛好者主張，法朵的起源是非洲奴隸節奏融入葡萄牙水手的傳統音樂，並受到阿拉伯音樂的影響，所產生的混合體。
但是，法朵只於1840年后出现在里斯本，那是为人所知并所吟唱的仅限于fado marinheiro (水手法朵)。像“cantigas de levantar ferro”这首歌，当时仅流传于水手间。彼时法朵在葡萄牙的其他地区并不为人所知。甚至在西班牙南部——那里直到十五世纪末都一直深受阿拉伯影响，都无人知道法朵。直到十九世纪初，都未曾出现过对法朵的书面记录。

## 表演形式
在20世纪，主流的法多表演只包括一个歌手，一个葡萄牙吉他手和一名古典吉他手，经常还会加入低音吉他。乐器演奏传统上由男性完成。不过更为近代的演出阵容包括了从歌手，到弦乐四重奏，再到整支管弦乐队。虽然在以旅游业为主的餐厅，法多的演唱往往局限于一人独唱，不过在里斯本的非商业性质的法多集会上，能有多达十二名与会者自发参与到演唱中。此时每位歌手都热情地演唱一小段，加上自己想出来的歌词，紧跟着迎来换场时的掌声喝彩。在非商业性质的法多餐厅，一种良好的交流方式便是演唱过程中时时叫好鼓励。另外，一曲精湛演绎的法多结束后，观众应该先预留明显几秒的停顿，再开始鼓掌。

## 著名艺术家
当代最为著名的法多歌手有被称作“法多歌后”的Amália Rodrigues，以及Carlos do Carmo，Cristina Branco 和 Mariza。
維德角人的摩內音樂（morna）與法朵關係十分密切。

## 外部連結
- Fado.com - 有相關傳記、新聞、線上社群、影像與音樂的網站 （页面存档备份，存于）